# Eveon
Eveon est une entreprise située dans Inovallée en Isère qui conçoit et fabrique des dispositifs médicaux de préparation et administration de médicaments (médicaments biologiques, lyophilisés, visqueux, produits radio pharmaceutiques ou encore thérapies cellulaires),,.

## Historique
En décembre 2008, l'entreprise est créée. En 2013, Eveon signe un accord avec Alaxia.
En 2014, Eveon représentée par son directeur remporte le concours Inventer demain organisé par les chaînes RTS et France 3, remportant ainsi un stand au salon international des inventions de Genève. Eveon et le CEA-Leti fabriquent des micro-pompes de type "bolus" pour l'administration de médicaments. Eveon avec le groupe pharmaceutique Advanced Accelerator Applications développe un dispositif d’injection en oncologie.
En 2016, l'entreprise reçoit la visite de la ministre Agnès Buzyn lors de son premier déplacement. Eveon réalise un nouveau prototype connecté Intuity Mix pour la préparation automatique de médicaments lyophilisés.
En 2017, le quotidien économique Les Échos la classe parmi les entreprises ayant la plus forte croissance.
En 2018, dans le cadre du projet européen MFManufacturing, Eveon et d'autres acteurs dont le CEA-Leti travaillent sur la standardisation et la fabrication de dispositifs microfluidiques complexes.